# Gouritz
Gouritz (afrikaans Gouritsrivier, engelska även Gourits River) är en flod i Västra Kapprovinsen i Sydafrika vars tillflöden avvattnar stora delar av Karoo. Den börjar vid sammanflödet av floderna Gamka och Olifants och flyter söderut, upptar floden Groot och korsar Kapveckbältet norr om Albertinia, genomflyter kustslätten och mynnar i Indiska Oceanen vid byn Gouritsmond.